# Kenneth Colley
Kenneth Colley (ur. 7 grudnia 1937 w Manchesterze, zm. 30 czerwca 2025 w Ashford) – brytyjski aktor, znany głównie z roli admirała Pietta w filmach Gwiezdne wojny: część V – Imperium kontratakuje i Gwiezdne wojny: część VI – Powrót Jedi. Grał również Jezusa w Żywocie Briana.

## Filmografia

### Filmy
- 1964: Seventy Deadly Pills jako portier w Covent Garden
- 1967: The Jokers jako De Winter, szofer
- 1967: Jak wygrałem wojnę (How I Won the War) jako drugi rezerwowy
- 1968: The Blood Beast Terror jako James
- 1970: Przedstawienie (Penformance) jako Tony Farrell
- 1971: Kochankowie muzyki (The Music Lovers) jako Modest Czajkowski
- 1971: Diabły (The Devils) jako Legrand
- 1972: The Triple Echo jako Provo Corporal
- 1973: Hitler – ostatnie 10 dni (Hitler: The Last Ten Days) jako Boldt
- 1974: Upadek Orłów (A Fall of Eagles) jako Gieorgij Gapon
- 1974: Mahler jako Siegfried Krenek
- 1974: Britannic w niebezpieczeństwie (Juggernaut) jako detektyw Brown
- 1975: Slade in Flame jako Tony Devlin
- 1975: Lisztomania jako Fryderyk Chopin
- 1977: Come the Revolution
- 1977: Jabberwocky jako pierwszy fanatyk
- 1978: Nędznicy (Les Miserables, TV) jako prefekt policji
- 1979: Żywot Briana (Monty Python's Life of Brian) jako Jezus
- 1980: Gwiezdne wojny: część V – Imperium kontratakuje (Star Wars: Episode V - The Empire Strikes Back) jako Admirał Piett
- 1981: Piotr i Paweł (Peter and Paul, TV) jako Theodotus
- 1982: I Remember Nelson jako wiceadmirał Horatio Viscount Nelson
- 1982: Firefox jako pułkownik Kontarsky
- 1982: Giro City jako Martin
- 1983: Purpura i czerń (The Scarlet and the black) jako kapitan Hirsch
- 1983: Gwiezdne wojny: część VI – Powrót Jedi (Star Wars: Episode VI - Return of the Jedi) jako Admirał Piett
- 1984: Return to Waterloo jako podróżnik
- 1985: Wallenberg: A Hero's Story jako Adolf Eichmann
- 1987: Casanova (TV) jako Le Duc
- 1987: Drugi świat (The Whistle Blower) jako Bill Pickett
- 1988: Letnia Opowieść (A Summer Story) jako Jim
- 1989: Tęcza (The Rainbow) jako pan Brunt
- 1990: The Plot to Kill Hitler jako marszałek polowy Wilhelm Keitel
- 1990: The Last Island jako Nick
- 1990: Wynająłem płatnego mordercę (I Hired a Contract Killer) jako morderca Harry
- 1991: Prisoner of Honor jako kapitan Alfred Dreyfus
- 1992: Życie cyganerii (La Vie de Boheme) jako sprzątacz ulic
- 1995: Salomon i królowa Saby (Solomon & Sheba, TV) jako Nathan
- 1996: El Último viaje de Robert Rylands jako Archdale
- 1996: Orkiestra (Brassed Off) jako Greasley
- 1998: W strefie cienia (Shadow Run) jako Larcombe
- 1999: Hold Back the Night jako wujek Bob
- 1999: Holding On jako Phil
- 2007: Greetings jako Ken
- 2013: Scar Tissue jako Weaver

### Seriale TV
- 1974: The Nine Tailors jako Potty Peake
- 1975: The Sweeney jako Noah Riley
- 1977: Nie ma mitu bez kitu jako Arthur Robber
- 1978: Pennies from Heaven jako akordeonista
- 1979: Miarka za miarkę (Measure for Measure) jako książę Vincentio
- 1985: Mussolini: Historia nieznana (Mussolini : The Untold Story) jako król Wiktor Emanuel
- 1986: Powrót na Wyspę Skarbów (Return to Treasure Island) jako Ben Gunn
- 1988: Wojna i pamięć (War and Remembrance) jako pułkownik SS Paul Blobel
- 1990: Poirot jako Matthew Davenheim
- 1991: Na sygnale jako Paddy
- 1994-1995: Moving Story jako Ken Uttley
- 2000: Na sygnale jako Clifford Watkins
- 2001: Morderstwa w Midsomer (Midsomer Murders) jako Lloyd Kirby
- 2001: Na sygnale jako Arthur Cobb
- 2002: Łowcy skarbów jako profesor Lamenza
- 2003: EastEnders jako Brian
- 2005: Like Father, Like Son jako Rawsthorne
- 2006: Detektyw Foyle jako Brian Jones
- 2008: Komisariat Holby jako John Snr
- 2013: Vera jako Ronald Devreux
- 2013: Wyklęci jako Stary Rudy
- 2016: Peaky Blinders jako Vicente Changretta